# Bimeria vestita
Bimeria vestita is een hydroïdpoliep uit de familie Bougainvilliidae. De poliep komt uit het geslacht Bimeria. Bimeria vestita werd in 1859 voor het eerst wetenschappelijk beschreven door Wright vanuit de Firth of Forth, Schotland.

## Beschrijving
Bimeria vestita is een hydroïdpoliep die geen planktonische kwalstadium heeft. 

## Verspreiding
Bimeria vestita is bekend van beide kanten van de Atlantische Oceaan (van South Carolina tot Argentinië en Schotland tot Zuid-Afrika), de Middellandse Zee en de Zwarte Zee, de Indische Oceaan en de oostelijke Stille Oceaan van Mexico naar Chili. Het is een recente introductie in San Francisco Bay, Californië en Oahu, Hawaii. Het groeit op een verscheidenheid aan substraten, waaronder zeewier, andere aangroeiende organismen, rotsen, schelpen, palen en boeien.